# Флавий Иллюстрий Пузей
Фла́вий Иллюстрий Пузе́й (лат. Flavius Illustrius Pusaeus) — политический деятель Восточной Римской империи, консул 467 года.

## Биография
В молодости Пузей учился в школе философа неоплатоника Прокла. Одновременно с ним там учились будущий император Западной империи Антемий, военачальник Марцеллин, Флавий Мессий Феб Север и  поэт Пампрепий.
В 465 году Пузей был преторианским префектом Востока, а в 467 консулом.
На стене Константинополя сохранилась надпись на латинском и греческом языках: «Пузей, не меньше чем великий Антемий, укрепил башни и стены».